# World Championship Tennis 1972
Il World Championship Tennis 1972 è stata una serie di tornei di tennis, rivale del Commercial Union Assurance Grand Prix 1972. 
È stato organizzata dalla World Championship Tennis (WCT).
Il circuito include 23 tornei regolari e 2 finali, una giocata a maggio le cui qualificazioni si basavano sui punti accumulati nella 2ª metà della stagione del 1971, e una seconda a novembre, che si basava sui punti accumulati nella 2ª parte della stagione 1972.

## Calendario

### Legenda
| WCT Finals     |
| Serie regolare |

### Gennaio
| Settimana  | Torneo                                                                                           | Vincitore                        | Finalista                | Semifinalisti             | Eliminati ai quarti                                   |
| ---------- | ------------------------------------------------------------------------------------------------ | -------------------------------- | ------------------------ | ------------------------- | ----------------------------------------------------- |
| 31 gennaio | Richmond WCT 1972 Richmond, Stati Uniti 50 000 $ - Sintetico indoor - 32S/16D Singolare - Doppio | Rod Laver 2–6, 6–3, 7–5, 6–3     | Cliff Drysdale           | Arthur Ashe John Newcombe | Robert Lutz Roy Emerson Charlie Pasarell Roger Taylor |
| 31 gennaio | Richmond WCT 1972 Richmond, Stati Uniti 50 000 $ - Sintetico indoor - 32S/16D Singolare - Doppio | Tom Okker Marty Riessen 7–6, 7–6 | John Newcombe Tony Roche | Arthur Ashe John Newcombe | Robert Lutz Roy Emerson Charlie Pasarell Roger Taylor |

### Febbraio
| Settimana   | Torneo | Vincitore                                | Finalista                | Semifinalisti                | Eliminati ai quarti                                    |
| ----------- | --- | ---------------------------------------- | ------------------------ | ---------------------------- | ------------------------------------------------------ |
| 7 febbraio  | U.S. Professional Indoor 1972 Filadelfia, Stati Uniti 50 000 $ - Sintetico indoor - 32S/16D Singolare - Doppio | Rod Laver 4–6, 6–2, 6–2, 6–2             | Ken Rosewall             | Arthur Ashe Tom Okker        | Marty Riessen Cliff Drysdale Jeff Borowiak Robert Lutz |
| 7 febbraio  | U.S. Professional Indoor 1972 Filadelfia, Stati Uniti 50 000 $ - Sintetico indoor - 32S/16D Singolare - Doppio | Arthur Ashe Robert Lutz 6–3, 6–7, 6–3    | John Newcombe Tony Roche | Arthur Ashe Tom Okker        | Marty Riessen Cliff Drysdale Jeff Borowiak Robert Lutz |
| 14 febbraio | Toronto Indoor 1972 Toronto, Canada 50 000 $ - Sintetico indoor - 32S/16D Singolare - Doppio                   | Rod Laver 6–1, 6–4                       | Ken Rosewall             | Tom Okker Charlie Pasarell   | Roger Taylor Roy Emerson Fred Stolle Marty Riessen     |
| 14 febbraio | Toronto Indoor 1972 Toronto, Canada 50 000 $ - Sintetico indoor - 32S/16D Singolare - Doppio                   | Bob Carmichael Ray Ruffels 6–4, 4–6, 6–4 | Roy Emerson Rod Laver    | Tom Okker Charlie Pasarell   | Roger Taylor Roy Emerson Fred Stolle Marty Riessen     |
| 28 febbraio | Miami Open 1972 Hollywood, Stati Uniti 50 000 $ - Cemento - 32S/16D Singolare - Doppio                         | Ken Rosewall 3–6, 6–2, 6–4               | Cliff Drysdale           | Fred Stolle Charlie Pasarell | Roger Taylor Ismail El Shafei Mark Cox Arthur Ashe     |
| 28 febbraio | Miami Open 1972 Hollywood, Stati Uniti 50 000 $ - Cemento - 32S/16D Singolare - Doppio                         | Tom Okker Marty Riessen 7–5, 6–4         | Roy Emerson Rod Laver    | Fred Stolle Charlie Pasarell | Roger Taylor Ismail El Shafei Mark Cox Arthur Ashe     |

### Marzo
| Settimana | Torneo                                                                                          | Vincitore                        | Finalista             | Semifinalisti            | Eliminati ai quarti                                       |
| --------- | ----------------------------------------------------------------------------------------------- | -------------------------------- | --------------------- | ------------------------ | --------------------------------------------------------- |
| 13 marzo  | Chicago WCT 1972 Evanston, Stati Uniti 50 000 $ - Sintetico indoor - 32S/16D Singolare - Doppio | Tom Okker 4–6, 6–2, 6–3          | Arthur Ashe           | Robert Lutz Ken Rosewall | Charlie Pasarell Marty Riessen John Alexander Robert Lutz |
| 13 marzo  | Chicago WCT 1972 Evanston, Stati Uniti 50 000 $ - Sintetico indoor - 32S/16D Singolare - Doppio | Tom Okker Marty Riessen 6–2, 6–3 | Roy Emerson Rod Laver | Robert Lutz Ken Rosewall | Charlie Pasarell Marty Riessen John Alexander Robert Lutz |

### Aprile
| Settimana | Torneo | Vincitore                                | Finalista                    | Semifinalisti                 | Eliminati ai quarti                                      |
| --------- | --- | ---------------------------------------- | ---------------------------- | ----------------------------- | -------------------------------------------------------- |
| 3 aprile  | Houston Open 1972 Houston, USA 50 000 $ - Terra rossa - 32S/16D Singolare - Doppio                               | Rod Laver 6–2, 6–4                       | Ken Rosewall                 | Tom Okker Roger Taylor        | William Bowrey John Alexander John Newcombe Nikola Pilić |
| 3 aprile  | Houston Open 1972 Houston, USA 50 000 $ - Terra rossa - 32S/16D Singolare - Doppio                               | Roy Emerson Rod Laver 6–3, 6–3           | Ken Rosewall Fred Stolle     | Tom Okker Roger Taylor        | William Bowrey John Alexander John Newcombe Nikola Pilić |
| 10 aprile | Quebec WCT 1972 Québec, Canada 50 000 $ - Indoor - 32S/16D Singolare - Doppio                                    | Marty Riessen 7–5, 6–2, 7–5              | Rod Laver                    | Cliff Drysdale Arthur Ashe    | Charlie Pasarell Roger Taylor Roy Emerson Ken Rosewall   |
| 10 aprile | Quebec WCT 1972 Québec, Canada 50 000 $ - Indoor - 32S/16D Singolare - Doppio                                    | Bob Carmichael Ray Ruffels 4–6, 6–3, 7–5 | Terry Addison John Alexander | Cliff Drysdale Arthur Ashe    | Charlie Pasarell Roger Taylor Roy Emerson Ken Rosewall   |
| 17 aprile | North Carolina Nat'l Bank Tennis Classic 1972 Charlotte, USA 50 000 $ - Terra rossa - 32S/16D Singolare - Doppio | Ken Rosewall 2–6, 6–2, 6–2               | Cliff Richey                 | Cliff Drysdale John Alexander | Mark Cox William Bowrey Tom Okker Marty Riessen          |
| 17 aprile | North Carolina Nat'l Bank Tennis Classic 1972 Charlotte, USA 50 000 $ - Terra rossa - 32S/16D Singolare - Doppio | Tom Okker Marty Riessen 6–4, 4–6, 7–6    | John Newcombe Tony Roche     | Cliff Drysdale John Alexander | Mark Cox William Bowrey Tom Okker Marty Riessen          |
| 24 aprile | Denver Open 1972 Denver, USA 50 000 $ - Sintetico indoor Singolare - Doppio                                      | Rod Laver 4–6, 6–3, 6–4                  | Marty Riessen                | Roy Emerson Tom Okker         | Robert Lutz John Newcombe Arthur Ashe John Alexander     |
| 24 aprile | Denver Open 1972 Denver, USA 50 000 $ - Sintetico indoor Singolare - Doppio                                      | Rod Laver Roy Emerson 1-6 6-3 6-3        | Cliff Drysdale Roger Taylor  | Roy Emerson Tom Okker         | Robert Lutz John Newcombe Arthur Ashe John Alexander     |

### Maggio
| Settimana | Torneo                                                                                       | Vincitore                            | Finalista                | Semifinalisti                 | Eliminati ai quarti                                |
| --------- | -------------------------------------------------------------------------------------------- | ------------------------------------ | ------------------------ | ----------------------------- | -------------------------------------------------- |
| 1º maggio | Alan King Tennis Classic 1972 Las Vegas, USA 50 000 $ - Cemento - 32S/16D Singolare - Doppio | John Newcombe 6–3, 6–4               | Cliff Drysdale           | Marty Riessen Frank Froehling | Rod Laver Roger Taylor Tom Okker Ken Rosewall      |
| 1º maggio | Alan King Tennis Classic 1972 Las Vegas, USA 50 000 $ - Cemento - 32S/16D Singolare - Doppio | Roy Emerson Rod Laver default        | John Newcombe Tony Roche | Marty Riessen Frank Froehling | Rod Laver Roger Taylor Tom Okker Ken Rosewall      |
| 10 maggio | WCT Finals 1972 Dallas, USA WCT Finals 100 000 $ - Sintetico indoor - 8S Singolare           | Ken Rosewall 4–6, 6–0, 6–3, 6–7, 7–6 | Rod Laver                | Marty Riessen Arthur Ashe     | John Newcombe Cliff Drysdale Tom Okker Robert Lutz |

### Giugno
| Settimana | Torneo                                                                                     | Vincitore                         | Finalista                | Semifinalisti                   | Eliminati ai quarti                             |
| --------- | ------------------------------------------------------------------------------------------ | --------------------------------- | ------------------------ | ------------------------------- | ----------------------------------------------- |
| 26 giugno | St. Louis WCT 1972 St. Louis, USA 50 000 $ - Sintetico indoor - 32S/16D Singolare - Doppio | John Newcombe 6–3, 6–3            | Nikola Pilić             | Cliff Drysdale Charlie Pasarell | Tony Roche Tom Okker Marty Riessen Cliff Richey |
| 26 giugno | St. Louis WCT 1972 St. Louis, USA 50 000 $ - Sintetico indoor - 32S/16D Singolare - Doppio | John Newcombe Tony Roche 7–6, 6–2 | John Alexander Phil Dent | Cliff Drysdale Charlie Pasarell | Tony Roche Tom Okker Marty Riessen Cliff Richey |

### Luglio
| Settimana | Torneo                                                                                                 | Vincitore                              | Finalista                 | Semifinalisti                | Eliminati ai quarti                                      |
| --------- | --- | -------------------------------------- | ------------------------- | ---------------------------- | -------------------------------------------------------- |
| 3 luglio  | Bretton Woods International 1972 Bretton Woods, Stati Uniti 25 000 $ - Terra rossa Singolare - Doppio  | Cliff Richey 6-1, 6-0                  | Jeff Borowiak             | Arthur Ashe Bob Carmichael   | Rod Laver John Alexander Ismail El Shafei Tom Okker      |
| 3 luglio  | Bretton Woods International 1972 Bretton Woods, Stati Uniti 25 000 $ - Terra rossa Singolare - Doppio  | Fred Stolle John Alexander 7-6, 7-6    | Nikola Pilić Cliff Richey | Arthur Ashe Bob Carmichael   | Rod Laver John Alexander Ismail El Shafei Tom Okker      |
| 17 luglio | Washington Open 1972 Washington, USA 50 000 $ - Terra rossa - 32S/16D Singolare - Doppio               | Tony Roche 3–6, 7–6, 6–4               | Marty Riessen             | Ray Ruffels John Newcombe    | John Alexander Cliff Richey Arthur Ashe Ismail El Shafei |
| 17 luglio | Washington Open 1972 Washington, USA 50 000 $ - Terra rossa - 32S/16D Singolare - Doppio               | Tom Okker Marty Riessen 3–6, 6–3, 6–2  | John Newcombe Tony Roche  | Ray Ruffels John Newcombe    | John Alexander Cliff Richey Arthur Ashe Ismail El Shafei |
| 24 luglio | Louisville Open 1972 Louisville, USA 50 000 $ - Terra rossa - 32S/16D Singolare - Doppio               | Arthur Ashe 6–4, 6–4                   | Mark Cox                  | John Newcombe Cliff Drysdale | Marty Riessen Tony Roche Tom Okker Nikola Pilić          |
| 24 luglio | Louisville Open 1972 Louisville, USA 50 000 $ - Terra rossa - 32S/16D Singolare - Doppio               | John Alexander Phil Dent 6–4, 6–3      | Arthur Ashe Robert Lutz   | John Newcombe Cliff Drysdale | Marty Riessen Tony Roche Tom Okker Nikola Pilić          |
| 31 luglio | U.S. Pro Tennis Championships 1972 Boston, Stati Uniti 50 000 $ - Cemento - 32S/16D Singolare - Doppio | Robert Lutz 6–4, 2–6, 6–4, 6–4         | Tom Okker                 | Cliff Drysdale Arthur Ashe   | Rod Laver Marty Riessen Nikola Pilić Tony Roche          |
| 31 luglio | U.S. Pro Tennis Championships 1972 Boston, Stati Uniti 50 000 $ - Cemento - 32S/16D Singolare - Doppio | John Newcombe Tony Roche 6–3, 1–6, 7–6 | Arthur Ashe Robert Lutz   | Cliff Drysdale Arthur Ashe   | Rod Laver Marty Riessen Nikola Pilić Tony Roche          |

### Agosto
| Settimana | Torneo | Vincitore                             | Finalista                        | Semifinalisti               | Eliminati ai quarti                                      |
| --------- | --- | ------------------------------------- | -------------------------------- | --------------------------- | -------------------------------------------------------- |
| 7 agosto  | ATP Cleveland 1972 Cleveland, USA 50 000 $ - Cemento - 32S/16D Singolare - Doppio                             | Mark Cox 6–3, 4–6, 4–6, 6–3, 6–4      | Ray Ruffels                      | Roger Taylor Cliff Drysdale | Ken Rosewall Nikola Pilić Marty Riessen Ismail El Shafei |
| 7 agosto  | ATP Cleveland 1972 Cleveland, USA 50 000 $ - Cemento - 32S/16D Singolare - Doppio                             | Cliff Drysdale Roger Taylor 7–6, 6–3  | Frank Froehling Charlie Pasarell | Roger Taylor Cliff Drysdale | Ken Rosewall Nikola Pilić Marty Riessen Ismail El Shafei |
| 14 agosto | Colonial Nat'l Invitation Tennis Tourn't 1972 Fort Worth, USA 50 000 $ - Cemento - 32S/16D Singolare - Doppio | John Newcombe 5–7, 1–6, 7–5, 6–4, 6–4 | Ken Rosewall                     | Tom Okker Arthur Ashe       | John Alexander Tony Roche Graham Stillwell Marty Riessen |
| 14 agosto | Colonial Nat'l Invitation Tennis Tourn't 1972 Fort Worth, USA 50 000 $ - Cemento - 32S/16D Singolare - Doppio | Tom Okker Marty Riessen 6–2, 6–2      | Ken Rosewall Fred Stolle         | Tom Okker Arthur Ashe       | John Alexander Tony Roche Graham Stillwell Marty Riessen |

### Settembre
| Settimana    | Torneo                                                                                               | Vincitore                             | Finalista                      | Semifinalisti              | Eliminati ai quarti                                     |
| ------------ | --- | ------------------------------------- | ------------------------------ | -------------------------- | ------------------------------------------------------- |
| 10 settembre | Montreal WCT 1972 Montréal, Canada 50 000 $ - Cemento - 32S/16D Singolare - Doppio                   | Arthur Ashe 7–5, 4–6, 6–2, 6–3        | Roy Emerson                    | Ismail El Shafei Tom Okker | John Newcombe Marty Riessen Cliff Drysdale Cliff Richey |
| 10 settembre | Montreal WCT 1972 Montréal, Canada 50 000 $ - Cemento - 32S/16D Singolare - Doppio                   | Tom Okker Marty Riessen 6–1, 4–6, 7–6 | Robert Maud Ken Rosewall       | Ismail El Shafei Tom Okker | John Newcombe Marty Riessen Cliff Drysdale Cliff Richey |
| 25 settembre | Redwood Bank Int'l Tennis Tournament 1972 Alamo, USA 50 000 $ - Cemento - 32S/16D Singolare - Doppio | John Newcombe 6–1, 6–1, 7–5           | Cliff Drysdale                 | Tom Okker Arthur Ashe      | Terry Addison Mark Cox John Alexander Roy Emerson       |
| 25 settembre | Redwood Bank Int'l Tennis Tournament 1972 Alamo, USA 50 000 $ - Cemento - 32S/16D Singolare - Doppio | Tom Okker Marty Riessen 7–6, 6–4      | Ismail El Shafei Brian Fairlie | Tom Okker Arthur Ashe      | Terry Addison Mark Cox John Alexander Roy Emerson       |

### Ottobre
| Settimana  | Torneo | Vincitore                            | Finalista                      | Semifinalisti                 | Eliminati ai quarti                                 |
| ---------- | --- | ------------------------------------ | ------------------------------ | ----------------------------- | --------------------------------------------------- |
| 2 ottobre  | Tokyo Classic 1972 Tokyo, Giappone 33 222 $ - Terra rossa Singolare - Doppio                                    | Ken Rosewall 7-5 7-5 6-3             | Fred Stolle                    |                               |                                                     |
| 2 ottobre  | Tokyo Classic 1972 Tokyo, Giappone 33 222 $ - Terra rossa Singolare - Doppio                                    | Fred Stolle John Newcombe 7-6 6-4    | Ken Rosewall John Alexander    |                               |                                                     |
| 16 ottobre | Vancouver WCT 1972 Vancouver, Canada 50 000 $- Cemento - 32S/16D Singolare - Doppio                             | John Newcombe 6–7, 7–6, 7–6, 7–5     | Marty Riessen                  | Mark Cox Robert Lutz          | Roy Emerson Tom Okker Brian Fairlie Arthur Ashe     |
| 16 ottobre | Vancouver WCT 1972 Vancouver, Canada 50 000 $- Cemento - 32S/16D Singolare - Doppio                             | John Newcombe Fred Stolle 7–6, 6–0   | Cliff Drysdale Allan Stone     | Mark Cox Robert Lutz          | Roy Emerson Tom Okker Brian Fairlie Arthur Ashe     |
| 23 ottobre | Essen International 1972 Essen, Germania 50 000 $ - Sintetico indoor - 32S/16D Singolare                        | Nikola Pilić 4–6, 6–4, 3–6, 6–4, 7–6 | Robert Lutz                    | Cliff Richey Ismail El Shafei | John Newcombe Wilhelm Bungert Tom Okker Arthur Ashe |
| 30 ottobre | Swedish Pro Tennis Championships 1972 Göteborg, Svezia 50 000 $ - Sintetico indoor - 32S/16D Singolare - Doppio | John Newcombe 6–0, 6–3, 6–1          | Roy Emerson                    | Tom Okker Mark Cox            | Allan Stone Roger Taylor Haroon Rahim Jeff Borowiak |
| 30 ottobre | Swedish Pro Tennis Championships 1972 Göteborg, Svezia 50 000 $ - Sintetico indoor - 32S/16D Singolare - Doppio | Tom Okker Marty Riessen 6–2, 7–6     | Ismail El Shafei Brian Fairlie | Tom Okker Mark Cox            | Allan Stone Roger Taylor Haroon Rahim Jeff Borowiak |

### Novembre
| Settimana   | Torneo                                                                                                 | Vincitore                           | Finalista               | Semifinalisti            | Eliminati ai quarti                                       |
| ----------- | --- | ----------------------------------- | ----------------------- | ------------------------ | --------------------------------------------------------- |
| 13 novembre | Rotterdam Indoors 1972 Rotterdam, Paesi Bassi 50 000 $ - Sintetico indoor - 32S/16D Singolare - Doppio | Arthur Ashe 3–6, 6–2, 6–1           | Tom Okker               | John Newcombe Mark Cox   | Charlie Pasarell Robert Lutz Robin Drysdale Marty Riessen |
| 13 novembre | Rotterdam Indoors 1972 Rotterdam, Paesi Bassi 50 000 $ - Sintetico indoor - 32S/16D Singolare - Doppio | Roy Emerson John Newcombe 6–2, 6–3  | Arthur Ashe Robert Lutz | John Newcombe Mark Cox   | Charlie Pasarell Robert Lutz Robin Drysdale Marty Riessen |
| 22 novembre | WCT Winter Finals 1972 Roma, Italia 50 000 $ - Sintetico indoor - 8S Singolare                         | Arthur Ashe 6–2, 3–6, 6–3, 3–6, 7–6 | Robert Lutz             | Tom Okker Cliff Drysdale | Nikola Pilić Marty Riessen Mark Cox John Newcombe         |

### Dicembre
| Settimana  | Torneo                                                                      | Vincitore                          | Finalista                    | Semifinalisti                | Eliminati ai quarti                              |
| ---------- | --------------------------------------------------------------------------- | ---------------------------------- | ---------------------------- | ---------------------------- | ------------------------------------------------ |
| 4 dicembre | Johannesburg Indoor 1972 Johannesburg, Sudafrica Cemento Singolare - Doppio | John Newcombe 6-1, 7-6             | John Alexander               | Cliff Richey Gerald Battrick | Allan Stone Roger Taylor Cliff Drysdale Mark Cox |
| 4 dicembre | Johannesburg Indoor 1972 Johannesburg, Sudafrica Cemento Singolare - Doppio | Fred Stolle John Newcombe 6-3, 6-4 | Terry Addison Bob Carmichael | Cliff Richey Gerald Battrick | Allan Stone Roger Taylor Cliff Drysdale Mark Cox |

## Eventi speciali
| Settimana             | Torneo                                                           | Vincitore            | Finalista     | Semifinalisti | Eliminati ai quarti |
| --------------------- | ---------------------------------------------------------------- | -------------------- | ------------- | ------------- | ------------------- |
| 21 maggio - 27 agosto | CBS Classic 1972 Hilton Head, USA 47,500 - Terra rossa Singolare | Ken Rosewall 7-5 6-3 | John Newcombe |               |                     |

## Debutti
- Jimmy Connors